# Красногорівка
Красного́рівка — місто Мар'їнської міської громади Покровського району Донецької області, Україна.

## Географія
Місто Красногорівка розташоване в центральній частині області, на річці Лозова (притока р. Вовча, басейн Самари). На сході межує з смт Старомихайлівка.
У місті є залізнична станція Донецької залізниці Красногорівка.
До території міста безпосередньо примикають західні околиці Донецька (Петровський район) та землі селища Невельське (Покровський район Донецької області).

## Історія

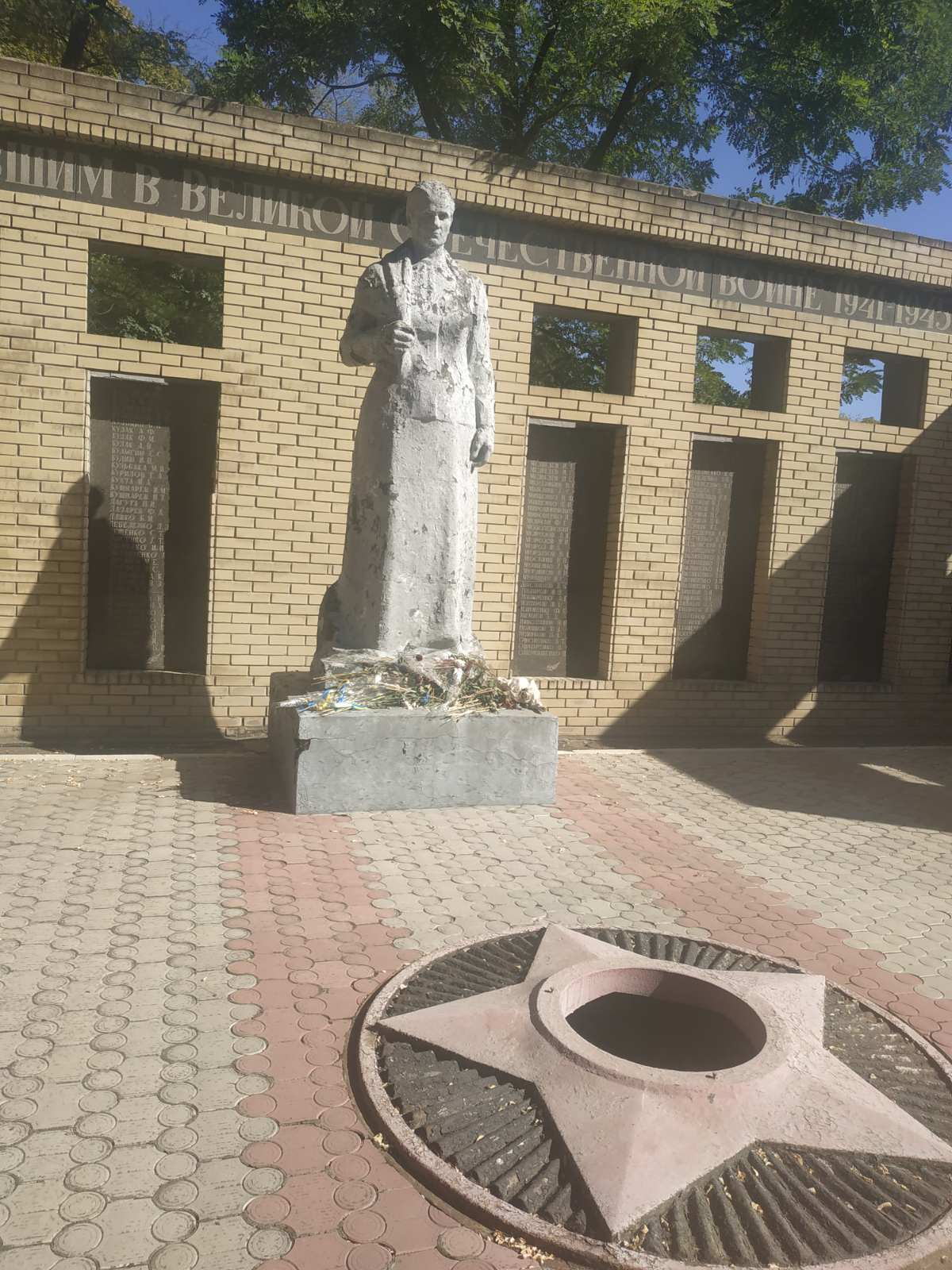
Братська могила радянських воїнів Південного фронту і пам'ятник односельчанам. 2020 р.

Територія міста, як і району, була складовою частиною приазовських степів, що простяглися на сотні кілометрів. В IX—XII століттях у цих місцях кочували хозари, печеніги, половці. У наступному столітті половців витіснили татаро-монголи. Внаслідок розпаду Золотої Орди на початку XV ст. ці степи відійшли до Кримського ханства.
За часів Нової Січі територія сучасної Красногорівки належала до другого стану (коша) Війська Запорозького, а з середини XVIII ст. — до Кальміуської паланки.
Після ліквідації Запорозької Січі царський уряд виділив ці землі для грецьких поселень. Однак територія майбутнього міста, як свідчить генеральний план Олександрівського повіту, складений у 30-х роках XIX ст., ще не була освоєна. Після остаточного відмежування в казну земель, не заселених греками, сюди в 40-х роках почали переселятися колишні українські козаки, державні селяни різних повітів Харківської та Полтавської губерній. Сюди також засилали по етапу поляків з Київської та Подільської губерній, яких наприкінці XVII ст. вивезли з Польщі.
Спочатку це було село Пеньківка (тепер вулиця Крупської). Потім з'явились села: Софіївка (тепер вулиця Шмідта), Борисівка (тепер вулиця Набережна), Малоборисівка (вулиця Першого Травня). Назва «Красногорівка» з'явилося пізніше. Місто отримало його за зовнішнім виглядом місцевості, засіяної горами червоного каміння, яке добувалося в місцевому кар'єрі і йшло, загалом, на будівництво підмурків.
За даними на 1859 рік у власницьких селах Бахмутського повіту Катеринославської губернії:
- Красна Гірка мешкало 225 осіб (110 чоловічої статі та 115 — жіночої), налічувалось 30 дворових господарств[3];
- Борисівка (Купчинівка) мешкало 135 осіб (67 чоловічої статі та 68 — жіночої), налічувалось 20 дворових господарства[4].

Станом на 1886 рік у колишньому власницькому селі Красногорівка (Пеньківка), центрі Красногорівської волості, мешкало 323 особи, налічувалось 43 дворових господарств, існувала школа.
У 1908 році в селі Голицинівської волості разом із селом Борисівка мешкало 710 осіб (350 чоловічої статі та 360 — жіночої), налічувалось 95 дворових господарств.
У 1895 році тут закладений вогнетривкий завод. Статус міста присвоєно в 1938 році.
До революції на території міста були сусідами два поміщики. У районі нинішніх полів фермерів знаходилася садиба поміщика Петра Валерійовича Камінського. Згодом у ній розташувався будинок для дітей-сиріт «Червоний орач». А землі колишнього колгоспу ім. Леніна належали поміщику Карпову. Цей поміщик заснував великий ліс-сад на околиці теперішнього міста. Красногорівці називають його «Карпів Сад».
На його міні-заводі виготовляли червону черепицю. У 1895 році поміщик Камінський заснував Красногорівське франко-російське товариство вогнетривких виробництв, яке в 1899 році заклало Красногорівський вогнетривкий завод, який дав через два роки першу продукцію. Розвиток виробництва вимагав великої кількості робочих рук. До заводу невдовзі прийшли селяни із місцевих селищ: Мар'їнки, Максимільянівки, Старомихайлівки, Григорівки, Антонівки, Ганнівки. Почалося приватне житлове будівництво, робітники рили собі землянки. Так з'явилося перше робітниче селище.
У 1917 році із трудящих заводу й селян сусідніх селищ був організований партизанський загін, яким командував М. Н. Ахтирський.
У 1931—1932 роках була відкрита семирічна школа.
Через деякий час була відкрита вечірня школа для робітників заводу. У міжвоєнні роки в місті були дві середні школи. В одній навчання велося українською, а в іншій російською мовою. У школах були обладнані навчальні кабінети, спортивні зали.
Був побудований новий стадіон, на якому відбувалася велика кількість змагань з різних видів спорту. Саме в Красногорівці була здійснена перша спартакіада, яку організував Центральний Комітет профспілок вогнетривкої промисловості СРСР. [джерело?]
Міська футбольна команда грала з командами з Донецька, Одеси, Миколаєва, Тбілісі та ін. Нерідко футболісти Красногорівки здобували перемогу над майбутнім «Шахтарем», а в той час «Стаханівцем».
У 1936 році весь населений пункт був перейменований у місто Красногорівка.
17 жовтня 1941 року до Красногорівки увійшли нацистські війська.
10 вересня 1943 року Красногорівку знову зайняли радянські війська.
Після війни місто стали відновлювати. Були відремонтовані будівлі, споруджені нові. У відновленому парку збудований літній кінотеатр, танцювальний майданчик. У 1944 році була відкрита бібліотека. У 40-50-х роках повністю відновлена торговельна база міста.
Спортивне життя міста знову забило ключем: стали проводитися змагання, організовувати нові спортивні секції, був збудований Палац Спорту «Ювілейний». У наш час у парку можна побачити фонтан, пам'ятник Тарасу Шевченку, плавальний басейн, оздоровчий санаторій-профілакторій «Берізка», літній табір відпочинку «Факел», меморіал-пам'ятник Скорботної матері. [Історія Красногорівського вогнетривкого заводу ім. Леніна. — Красногорівка,1967. — 244с.]
У 1962 р. в Красногорівці за ініциативою педагога Кузьми Кисляка встановлено пам'ятник Т. Г. Шевченку (скульптор О. Гонтар).

### Російсько-українська війна
Під час війни місто було захоплено російськими терористами. 1 серпня 2014 року дві штурмові групи сил АТО обійшли Красногорівку з півночі та зайшли у місто з тилу, що стало несподіванкою для бойовиків. Військовий спецназ діяв у північній частині міста. Нечисельна група 20-го БТрО вела сковуючі та відволікаючі дії на заході. Опорний пункт бойовиків в районі Собачої гірки був знищений мінометним вогнем. Єдиним серйозним зіткненням став бій у районі міського військкомату. Під час боїв за звільнення від проросійських терористів загинув солдат Роман Власюк — в БТР влучив та вибухнув снаряд. Сили АТО звільнили Красногорівку 2 серпня 2014 року.
16 серпня 2014-го при виконанні бойового завдання бійці розвідгрупи потрапили у засідку неподалік Красногорівки, двоє загинули, серед них солдат Олександр Бричук, один важкопоранений.
18 січня 2015 року вранці бойовики з мінометів обстріляли житловий сектор Красногорівки, загинула жінка, зазнав поранень її цивільний чоловік, згодом при обстрілі поранені осколками батько і дочка, 1997 року народження. 25 січня від пострілу снайпера під Красногорівкою загинув солдат 28-ї бригади Леонід Криничко. 7 лютого в часі обстрілу від розриву снаряда, що потрапив у будинок, загинула 64-річна місцева мешканка.
8 червня 2015-го під Красногорівкою військовий автомобіль 28-ї бригади наїхав на протитанкову міну та вибухнув — ГАЗ-53 перевозив набої на позиції українських військ. Загинули сержант Олексій Герега, старший солдат Сергій Бедрій, солдати Олексій Бобкін, Олег Дорошенко, Сергій Керницький, Олександр Мостіпан, Максим Чорнокнижний. У ніч на 17 червня біля Красногорівки розвідники потрапили під кулеметний обстріл терористів, відійшли до лісосмуги, де підірвалися на протипіхотній міні. Тоді загинули молодший сержант Володимир Мельников та солдат Борис Гено. 20 липня 2015-го загинув під час мінометного обстрілу терористами поблизу Красногорівки загинув старший солдат 28-ї бригади Володимир Томілін.
17 серпня близько 1-ї ночі терористи з артилерії обстрілюють Красногорівку, загинув один мешканець. Уночі з 26 на 27 серпня терористи вчергове обстрілюють Красногорівку, осколками поранено чоловіка. 1 грудня 2015-го за трагічних обставин під Красногорівкою загинув молодший сержант 99-го батальйону Дмитро Напрієнко.
3 березня 2016 року під Красногорівкою загинули шестеро російських військовослужбовців (були у складі ДРГ), ще п'ятеро поранені — повідомило ГУР МОУ. 9 червня 2016-го один український військовик поранений під Красногорівкою внаслідок обстрілів терористів. 28 липня під час обстрілів поранено 2 українські військовики. 4 серпня прес-центр АТО повідомив про 8 поранених російських військовослужбовців, що намагалися в складі ДРГ проникнути на контрольовані ЗСУ території. 1 листопада 2016-го внаслідок обстрілу терористів у Красногорівці поранень зазнала 71-річна жінка. 6 листопада 2016 року внаслідок обстрілу терористами Красногорівки поранено двоє цивільних мешканців.
28 травня 2017 проросійські бойовики обстріляли Красногорівку з «Градів» і танків. Унаслідок обстрілу постраждали 8 мешканців, зруйновано половину лікарні, місто залишилось без води, горіла школа.
Також в травні 2017 року російсько-терористичні війська застосували проти жителів Красногорівки «нову» ракетну зброю. Мова йде про виготовлені в кустарний спосіб ракети на «сирійський» манер (IRAM). Противник створив їх на основі двигуна від боєприпасу «Града» та величезної бойової частини. Непрогнозованість точки падіння таких ракет призводить до
великих втрат серед мирного населення.
20 липня 2017-го українські вояки відбили ДРГ чисельністю до 20 чоловік під Красногорівкою, загинуло 3 воїни, 4 поранені, 1 потрапив у полон, у терористів — до 6 убитих. 29 липня терористи обстріляли українські сили поблизу Красногорівки, один військовик ЗСУ загинув, 6 зазнали поранень. 9 вересня уночі терористи обстрілюють з 82-мм міномета українські позиції, один вояк загинув (солдат 28-ї бригади Максим Кривиденко), ще 1 поранений.
15 квітня 2024 року через удар ворожого безпілотника загинув Павло Петриченко,  боєць 59-ї окремої мотопіхотної бригади імені Якова Гандзюка, автор петиції про обмеження онлайн-казино для військовослужбовців під час воєнного стану. Павло загинув за день до свого дня народження.
В серпні 2024 стало відомо, що Красногорівку майже повністю окупував ворог .
7 жовтня 2024 року DeepState повідомила, що Красногорівка повністю окупована російськими військами.
У березні 2025 року стало відомо, що окупаційним гауляйтером Донецька Олексієм Кулємзіним було підписане розпорядження про приєднання населеного пункту до складу так званого «Донецького муніципального округу».

## У культурі
Головним чином у Красногорівці відбувається дія фільму «Земля блакитна, ніби апельсин» Ірини Цілик.
29 січня 2021 року, український військовий кореспондент та співак Влад Ліберман, зняв у Красногорівці кліп на пісню "Мой Город" [Архівовано 30 квітня 2021 у Wayback Machine.]. Відео-робота розповідає історію української родини, що до весни 2014 року проживала на Сході України. Після окупації Кримського півострова, Російська Федерація відправила на Донбас найманих військових. На території України розпочалася війна. Родині довелося покинути своє житло, будинок накрили снаряди. Прем'єра кліпу відбулася 30 квітня 2021 року.

## Економіка
Завод вогнетривких матеріалів (ПАТ«Красногорівський вогнетривкий завод»). Авторемонтний завод, геологорозвідувальна експедиція, хлібоприймальний пункт, сільськогосподарські підприємства. В промисловості працює більше 50% загального числа зайнятих у народному господарстві.

## Сучасність
Сучасна Красногорівка займає територію 11 км², із них 81% під забудовою. На одного мешканця припадає 448 м² зелених насаджень. Середня температура січня −6,6 °C, липня +21,6 °C. За рік випадає 470 мм опадів.
Населення на 5 грудня 2001 року становила 16,7 тис. ос., на початок 2004 року — 16,3 тис. ос.
У промисловості працює понад 50% загального числа зайнятих в народному господарстві. Провідне підприємство — ВАТ «Красногорівський вогнетривкий завод». Діють також авторемонтний завод, геологорозвідувальна експедиція, хлібоприймальний пункт, сільськогосподарські підприємства.
У місті 4 дитячих дошкільних установи, 5 загальноосвітніх шкіл, музична школа, районна лікарня, 2 будинки культури, 2 бібліотеки.
Також у місті працюють Донецький державний аграрний технікум, сільське професійно-технічне училище № 143, початкова школа. У Красногорівці діють 4 клуби, при яких відкрито бібліотеки.
При вогнетривкому заводі функціонує музей історії заводу та робочого селища, що дало основу теперішньому місту.

## Населення

### Національний склад
Розподіл населення за національністю за даними перепису 2001 року:
| Національність  | Відсоток |
| --------------- | -------- |
| українці        | 69.28%   |
| росіяни         | 27.75%   |
| греки           | 0.76%    |
| білоруси        | 0.52%    |
| вірмени         | 0.29%    |
| сакартвельці    | 0.16%    |
| молдовани       | 0.13%    |
| азербайджанці   | 0.12%    |
| татари          | 0.10%    |
| інші/не вказали | 0.89%    |

### Мова
Розподіл населення за рідною мовою за даними перепису 2001 року:
| Мова            | Кількість | Відсоток |
| --------------- | --------- | -------- |
| російська       | 12138     | 74.02%   |
| українська      | 4189      | 25.55%   |
| вірменська      | 15        | 0.08%    |
| білоруська      | 4         | 0.02%    |
| гагаузька       | 1         | 0.01%    |
| інші/не вказали | 52        | 0.32%    |
| Усього          | 16398     | 100%     |

За даними перепису 2001 року населення міста становило 16398 осіб, із них 25,55 % зазначили рідною мову українську, 74,02 % — російську, 0,09 % — вірменську, 0,02 % — білоруську та молдовську, 0,01 % — болгарську, гагаузьку та єврейську мови.

## Відомі люди
- Агій Сергій Іванович  (5 жовтня 1974, с. Степне  — 20 жовтня 2023, с. Красногорівка Покровського району Донецької області) — український військовик, учасник російсько-української війни[37].
- Микола Шматько — український скульптор, художник.
- Москаленко Анатолій Захарович — директор інституту журналістики, секретар союзу журналістів, автор серії україномовних підручників з журналістики.
- Москаленко Валентин Захарович — професор медицини.
- Панкратова Наталя Дмитрівна — академік 3-х академій наук — України, Польщі, США. Закінчила колишній Донецький політехнічний інститут, консерваторію. Зараз працює в ЮНЕСКО з розробки питання отримання дистанційної освіти.
- Гонтар Олександр Степанович — в США розробляє питання дозаправки космічних кораблів, автор більше сотні відкриттів в космічній галузі. Поміщений до англомовної енциклопедії «Хто є хто в науці і техніці?»
- Малеєв Олег Володимирович — головний лікар Донецького обласного клінічного медичного об'єднання.
- Панченко Липа Михайлівна — інженер першої в світі атомної електростанції.
- Єрмолаєв Андрій Васильович — політолог, директор Національного інституту стратегічних досліджень при Президентові України.
- Таранін Віталій Олександрович — майстер-сержант окремого загону спеціального призначення НГУ «Азов» Національної гвардії України, учасник російсько-української війни, що загинув у ході російського вторгнення в Україну в 2022 році.
- Ткаченко Дмитро Олександрович (1999—2022) — старший лейтенант Збройних сил України, учасник російсько-української війни.

Працювали в Красногорівці:
- Булавський Василь Тихонович — перший обласний провідник ОУН Донеччини в жовтні-листопаді 1941, політичний референт Військового Округу УПА «Богун»,
- Співак Марк Сидорович — міністр сільського господарства Української РСР (з 1952 до 1965),
- Мацкевич Володимир Володимирович — міністр сільського господарства СРСР (з 1955 до 1973).